# Bruhathkayosaurus
Bruhathkayosaurus matleyi
Genre
Espèce
Bruhathkayosaurus est un genre de dinosaures sauropodes de la famille des Titanosauridae. 
Une seule espèce a été décrite, l'espèce type, Bruhathkayosaurus matleyi, découverte en Inde.
Les seuls restes connus de Bruhathkayosaurus ont été perdus, de sorte que la validité du genre et les estimations de taille sont discutables. Il est considéré comme nomen dubium depuis 2004, confirmé en 2007.

## Présentation
Dans un article de juin 2001, Mickey Mortimer a estimé que Bruhathkayosaurus aurait pu atteindre 44 m de longueur et peser de 175 à 220 tonnes, mais dans des publications ultérieures, il s'est rétracté, réduisant ainsi l'estimation de la longueur du Bruhathkayosaurus à 28–34 m sur la base de titanosaures plus complets (Saltasaurus, Opisthocoelicaudia et Rapetosaurus), et a refusé de fournir une nouvelle estimation de poids, décrivant les anciennes estimations de poids comme inexactes,,.
Il a comparé la taille des restes retrouvés de Bruhathkayosaurus matleyi avec ceux d'un autre Titanosaure géant, Argentinosaurus huinculensis (28 à 31 m de long, 80 à 100 tonnes),. Le tibia de Bruhathkayosaurus mesure 2 m et le morceau d'humérus retrouvé laisse penser que l'humérus entier aurait mesuré 2,34 m. D'après ces calculs, on peut raisonnablement estimer que Bruhathkayosaurus était environ 30 % plus grand  que Argentinosaurus. Ainsi, Mickey Mortimer a finalement estimé que Bruhathkayosaurus ne mesurait pas plus de 34 m de long mais sans donner de masse qu'il pouvait considérer comme exacte,,.
Par contre, en 2020, Molina-Perez et Larramendi ont suggéré que le tibia de 2 m de long est probablement un péroné et ont estimé la taille de l'animal (s'il existait vraiment) à 37 m et 95 tonnes.
Les seuls restes connus de Bruhathkayosaurus ont été perdus, de sorte que la validité du genre et les estimations de taille sont discutables.
Il est considéré comme nomen dubium depuis 2004, confirmé en 2007 :
- P. Upchurch et al. 2004[9],[10]
- P. M. Galton and K. Ayyasami 2017[7],[11]

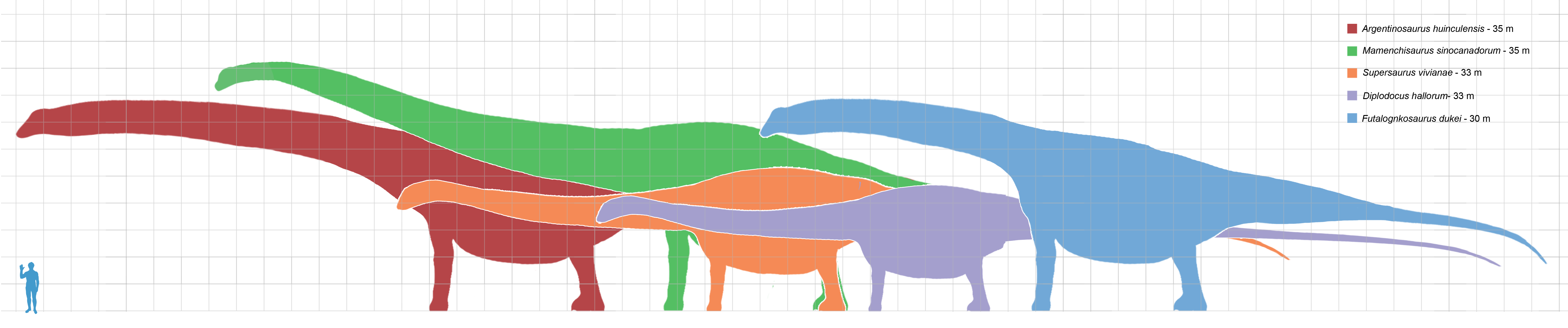
Tailles comparées des plus grands sauropodes connus (selon les schémas de squelettes établis par Scott Hartman et Kenneth Carpenter) :
Amphicoelias fragillimus
Sauroposeidon proteles
Argentinosaurus huinculensis
Diplodocus hallorum
Supersaurus vivianae